# Iareșkî, Barîșivka
Iareșkî (în ucraineană Ярешки) este o comună în raionul Barîșivka, regiunea Kiev, Ucraina, formată numai din satul de reședință.

## Demografie
Componența lingvistică a comunei Iareșkî
     Ucraineană (98,03%)
     Rusă (1,72%)
Conform recensământului din 2001, majoritatea populației comunei Iareșkî era vorbitoare de ucraineană (98,03%), existând în minoritate și vorbitori de rusă (1,72%).